# Referéndum sobre el cambio de nombre de Macedonia de 2018
El referéndum sobre el cambio de nombre de Macedonia fue una consulta celebrada en la República de Macedonia el domingo 30 de septiembre de 2018 con el objetivo de ratificar el Acuerdo de Prespa firmado entre ese país y Grecia, dando fin a la disputa desde hace 27 años sobre el nombre de Macedonia, y que permitiría desbloquear el acceso macedonio a la Unión Europea y la OTAN.
El referéndum presentó las opciones Sí y No ante la pregunta “¿Está a favor de pertenecer a la UE y la OTAN aceptando el acuerdo entre Macedonia y Grecia?”. El gobierno del primer ministro Zoran Zaev apoyó firmemente la opción Sí en el referendo, mientras el principal partido de oposición VMRO-DPMNE, incluyendo al presidente del país Gjorge Ivanov, apoyó un boicot a la consulta.
Los resultados preliminares muestran un apoyo mayoritario a la opción Sí entre los votantes (superando el 90 %); sin embargo, la participación en el referendo alcanzó apenas el 37 %, lo que se encuentra por debajo del 50 % requerido de acuerdo a la ley para que sea válido.

## Contexto
Tras la independencia de Macedonia de Yugoslavia en 1991, sucesivos gobiernos griegos han reclamado que el nombre del país implica la reivindicación territorial de la Macedonia griega y han protestado sobre el uso de “Macedonia” por el nuevo país. Fue aceptada en las Naciones Unidas en 1993 como “Antigua República Yugoslava de Macedonia” (ARYM), mientras que la mayoría de países la denominan simplemente República de Macedonia.
Durante 27 años, han fallado todos los intentos de negociación para acordar un nombre. Sin embargo, en 2018, se intensificaron los contactos de alto nivel entre ambos gobiernos, con la visita a Atenas del primer ministro adjunto macedonio Bujar Osmani para hablar sobre la denominación del país el 9 de enero, y con la reunión entre el primer ministro macedonio Zoran Zaev y su homólogo griego Alexis Tsipras durante el Foro Económico Mundial en Davos, Suiza, el 24 de enero. En la reunión de Davos, la primera de este tipo en siete años, hubo cierto acuerdo entre los dos líderes para acabar con la disputa y mejorar la relación de los dos países. Zaev accedió a tomar iniciativas contra las políticas de apropiación cultural, mientras que Tsipras se comprometió a apoyar a Macedonia en iniciativas regionales o acuerdos.
El 12 de junio de 2018, Tsipras anunció que había llegado a un acuerdo con Zaev “que cubre todas las condiciones impuestas del lado griego”. La propuesta consistía en cambiar el nombre de República de Macedonia a República de Macedonia del Norte, siendo esta su denominación oficial. Zaev anunció que el acuerdo incluiría el reconocimiento del macedonio en las Naciones Unidas y que los ciudadanos del país se denominarían macedonios. Sin embargo, habría una clarificación de que los ciudadanos del país no tienen relación con los antiguos macedonios. “El acuerdo confirma y refuerza de una vez por todas la identidad cultural y étnica de los macedonios, del idioma macedonio y de la nacionalidad macedonia. Garantiza la seguridad del país y da seguridad en el futuro para los ciudadanos de la República de Macedonia”, declaró Zaev. Estos cambios tendrán que ser aprobados en un referéndum que será votado por los ciudadanos de la República en otoño de 2018. Además de no mencionar el cambio de nombre del país, el referéndum también obviará referencias al “pueblo macedonio” de la constitución que implican una herencia antigua. Del mismo modo, el acuerdo estipula la eliminación de la estrella argéada del uso público en la República de Macedonia y la formación de un comité para analizar los libros de texto de las escuelas y mapas de ambos países para eliminar contenido irredentista y que se alinee con los estándares de la UNESCO y del Consejo de Europa. El acuerdo fue firmado en el lago Prespa, que ocupa Macedonia, Grecia y Albania.
El Parlamento de Macedonia dio luz verde al referéndum ratificando el acuerdo por segunda vez a principios de julio. Después de que el partido opositor Organización Revolucionaria Interna de Macedonia - Partido Democrático para la Unidad Nacional Macedonia atrasara el procedimiento durante más de un mes, finalmente el parlamento llegó a un acuerdo a finales de julio para la realización de este.

## Pregunta
La pregunta que será expuesta a los ciudadanos fue la siguiente:
"¿Estás a favor de pertenecer a la Unión Europea y a la OTAN aceptando el acuerdo entre la República de Macedonia y la República de Grecia?".

## Resultados
| Opción                             | Votos     | %     |
| ---------------------------------- | --------- | ----- |
| A favor Sí                         | 609.813   | 94.18 |
| En contra                          | 37.700    | 5.82  |
| Votos inválidos/nulos              | 19.221    | –     |
| Total                              | 666.734   | 100   |
| Votantes registrados/Participación | 1.806.336 | 36.91 |
| Fuente: SEC                        |           |       |